# Château de Sauvage
Ne doit pas être confondu avec Château de Sauvages.
Le château de Sauvage est situé sur la commune d'Émancé dans le sud du département des Yvelines.

## Historique
À l'origine, il s'agissait d'un château formé de trois bâtiments en U dont la date de construction est incertaine. Ce château fut donné par Louis XIV à l'une de ses filles naturelles, Louise de Maisonblanche, née d'une liaison avec Madame des Œillets, dame de compagnie de Madame de Montespan.
À l'emplacement dudit château, fut reconstruit, sous le second Empire, le château actuel, en pierres meulières et briques et au toit en ardoises. Dans le parc, un étang décoratif a été créé à partir d'une dérivation du cours de la Drouette.
Un parc à l'anglaise de 40 hectares entoure le château.
Il est habité de nombreux animaux constituant la réserve zoologique de Sauvage, qui a fait l’objet de visites ouvertes au public jusque dans les années 2010.
En 2023, alors que le château est en vente, de potentiels acquéreurs se présentent et réussissent à convaincre la propriétaire de les laisser s’y installer. Sans avoir payé un centime, ils vendent une partie des meubles et dégradent le château (peintures, boiseries, tentures). Ils seront finalement condamnés pour escroquerie,.